# Bassaricyon alleni
Олінго Алена (Bassaricyon alleni) — вид роду Олінго родини Ракунові, невелика південноамериканська тварина. Вид названий на честь Джоеля Асафа Алена.

## Середовище проживання
Країни проживання: Болівія, Еквадор (на схід від Анд), Перу (провінція Куско), можливо, Венесуела.

## Морфологія
Морфометрія. довжина голови й тіла: 360-390 мм, довжина хвоста: 200-240 мм, довжина задньої ступні: 67-75 мм, довжина вуха: 38-52 мм, вага: від 1,1 до 1,5 кг.
Опис. Це невеликий вид в межах роду. Він має тонкий корпус і короткі ноги. Має округлу голову і загострену морду, з сірим хутром; великі круглі очі. Хутро густе і м'яке. Спина темна і різко відрізняється від черева, яке дещо світліше. Зазвичай маківка темніша спини. Хвіст пухнастий, іноді має слабкі кільця і на кінці є пучок волосся довший і темніший, ніж інша частина хвоста. Хвіст не хапальний і трохи довший, ніж довжина голови і тіла.
Зубна формула: I 3/3, C 1/1, P 4/4, M 2/2 = 40 зубів.

## Стиль життя
Члени всього роду ведуть нічний спосіб життя, вони деревні і поодинокі - харчуються плодами і комахами і обмежені вологими лісами.